# Harakanahalli, Sakleshpur
Harakanahalli là một làng thuộc tehsil Sakleshpur, huyện Hassan, bang Karnataka, Ấn Độ.